# Wyspy Nawietrzne (Morze Karaibskie)

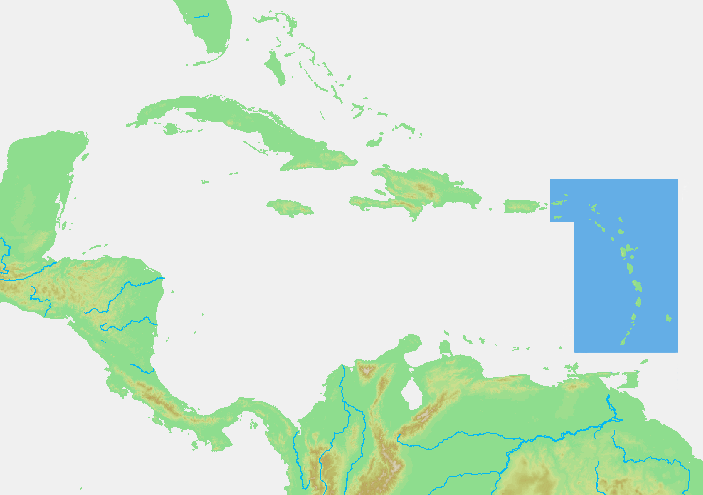
Wyspy Nawietrzne

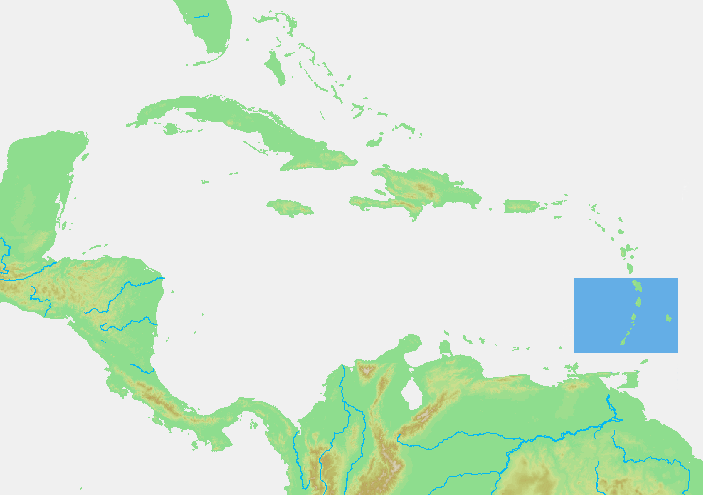
Windward Islands – „Wyspy Nawietrzne” według podziału anglosaskiego

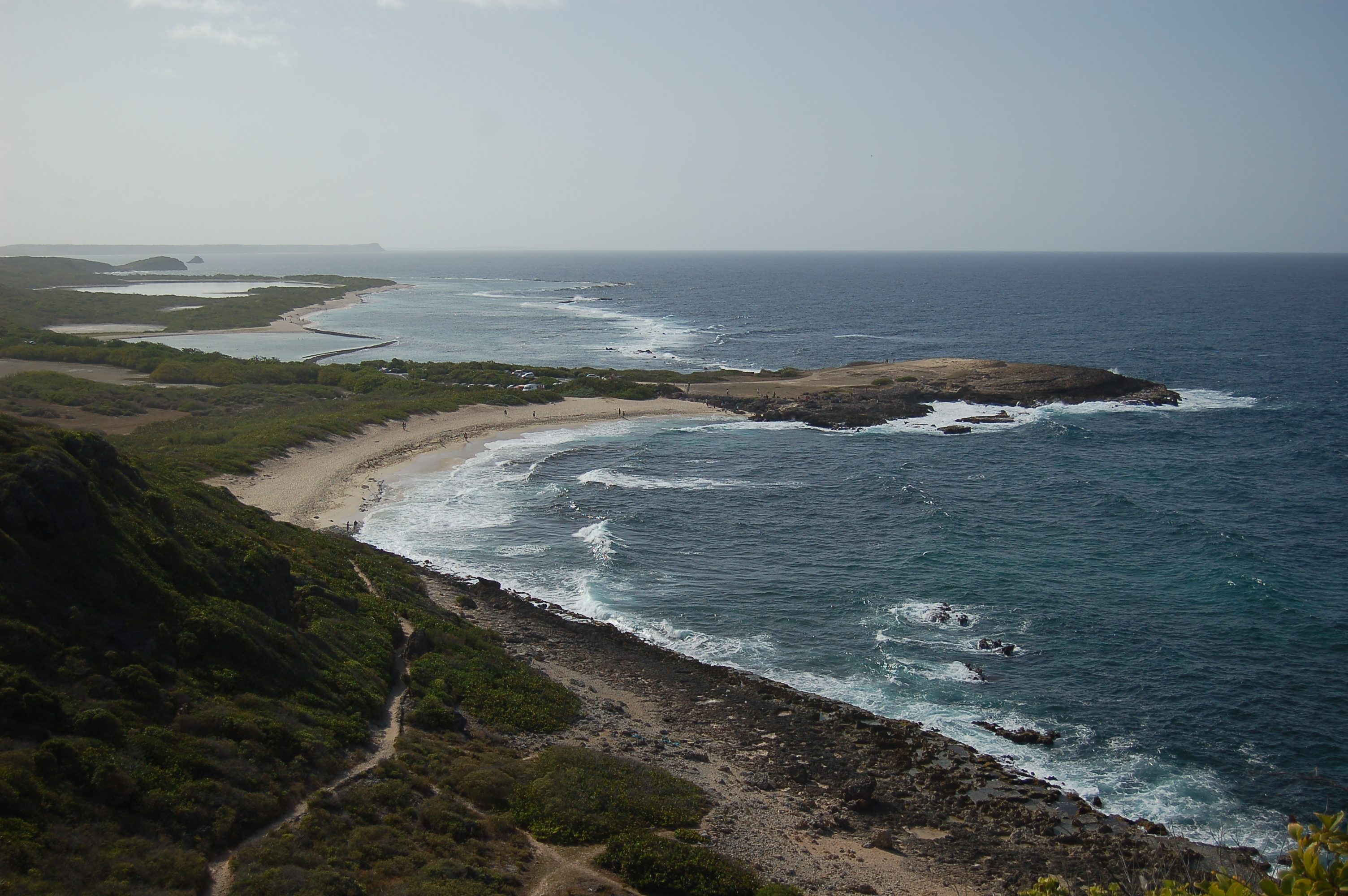
Wybrzeże Gwadelupy

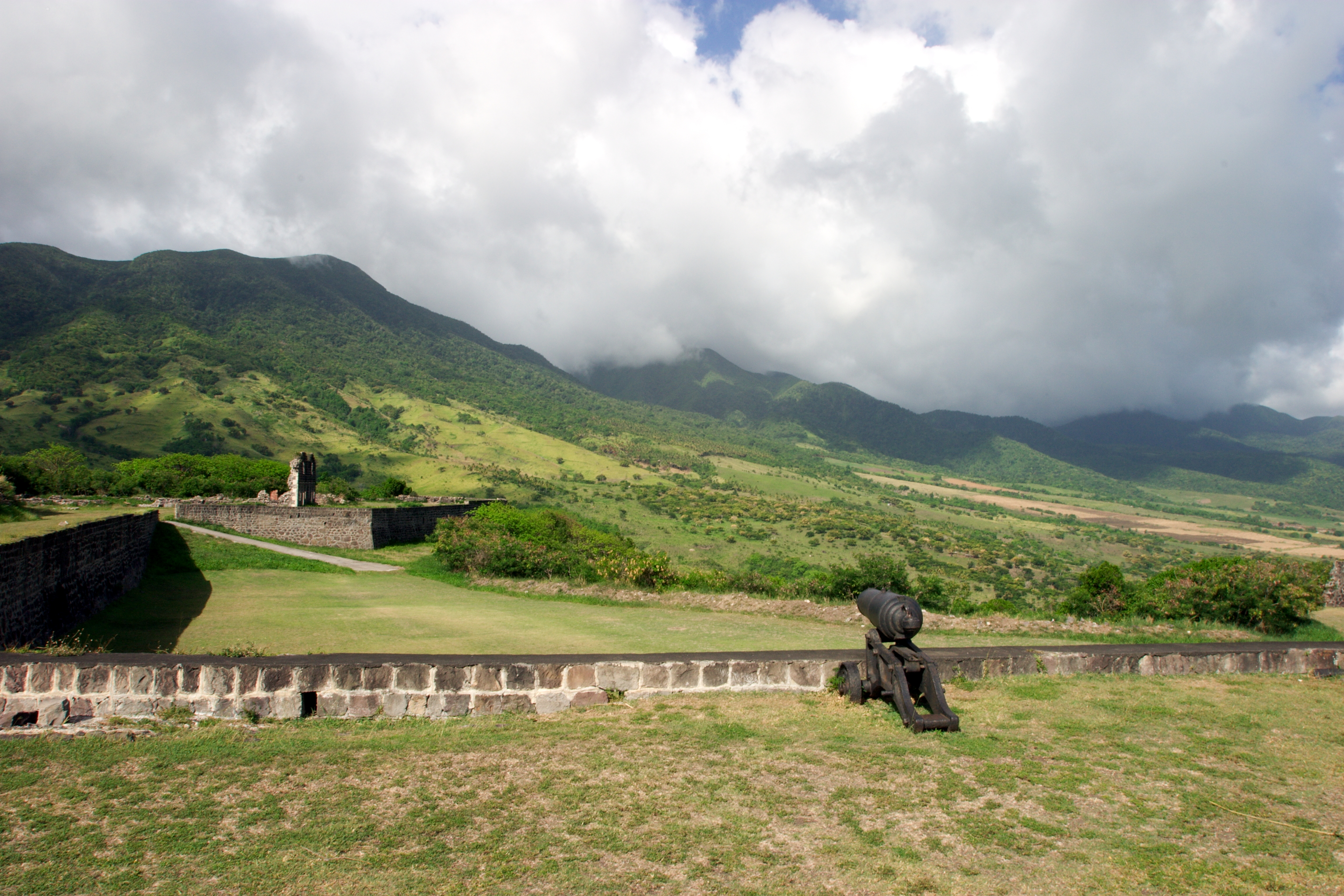
Wzgórza na wyspie Saint Kitts

Wyspy Nawietrzne (fr. Îles du Vent, hiszp. Islas de Barlovento, niderl. Bovenwindse Eilanden, ang. – brak jednej nazwy, stosowane są dwie: Leeward Islands dla części północnej wysp i Windward Islands dla części południowej wysp) – wyspy oddzielające Morze Karaibskie od Oceanu Atlantyckiego, część Małych Antyli. Składają się z leżącej w środku archipelagu grupy górzystych wysp o charakterze wulkanicznym oraz z otaczającego je łańcucha nizinnych wysp koralowych.

## Zasięg geograficzny
W skład Wysp Nawietrznych wchodzą następujące państwa i terytoria:
- Anguilla
- Antigua i Barbuda,
- Barbados,
- Brytyjskie Wyspy Dziewicze,
- Dominika,
- Grenada,
- Gwadelupa,
- Martynika,
- Montserrat,
- Saba,
- Saint-Barthélemy,
- Saint Kitts i Nevis,
- Saint Lucia,
- Saint-Martin,
- Saint Vincent i Grenadyny,
- Sint Eustatius,
- Sint Maarten,
- Wyspy Dziewicze Stanów Zjednoczonych

Istnieją dwa różne podziały Małych Antyli na Wyspy Nawietrzne i Zawietrzne.
Zgodnie z podziałem anglosaskim, który wywodzi się z kolonialnego podziału administracyjnego, Wyspy Zawietrzne (Leeward Islands) ciągną się od Wysp Dziewiczych po Gwadelupę, natomiast Wyspy Nawietrzne (Windward Islands) od Dominiki po Grenadę wraz z Barbadosem (czasami włączany do nich jest Trynidad i Tobago).
Podział stosowany w języku hiszpańskim, francuskim i niderlandzkim jest starszy i wywodzi się z hiszpańskiego podziału Antyli. Według tego podziału Wyspami Nawietrznymi (hiszp. Islas de Barlovento, fr. Îles du Vent, nid. Bovenwindse Eilanden) są wyspy ciągnące się od Wysp Dziewiczych po Grenadę, natomiast Wyspami Zawietrznymi (hiszp. Islas de Sotavento, fr. Îles Sous-le-Vent, nid. Benedenwindse Eilanden) są przybrzeżne wyspy Wenezueli oraz Curaçao, Bonaire i Aruba (według podziału anglosaskiego, to trzecia grupa wysp o nazwie Leeward Antilles).
W języku polskim od lat 50. stosowany był podział anglosaski, przy czym dla Leeward Islands stosowano nazwę Wyspy Podwietrzne, natomiast dla Windward Islands nazwę Wyspy Zawietrzne, przy czym polskie nazwy były ustalone błędnie – „leeward” oznacza „zawietrzny”, a nie „podwietrzny”, a „windward” oznacza „nawietrzny”, a nie „zawietrzny”. W 2011 roku Komisja Standaryzacji Nazw Geograficznych po konsultacjach z geografami ustaliła odejście od podziału anglosaskiego i przyjęcie podziału Małych Antyli zgodnie ze stosowanym w języku francuskim, hiszpańskim i niderlandzkim.

## Klimat
Temperatury wahają się tu od 24 do 30 °C, zaś roczna ilość opadów wynosi od 1000 do 2000 mm, chociaż zawietrzne stoki wzgórz, ukryte przed wilgotnymi pasatami z północnego zachodu, są dużo bardziej suche.
Na Wyspach Nawietrznych prowadzi się uprawę trzciny cukrowej, bawełny, warzyw i owoców, lecz podstawowym źródłem dochodu jest turystyka.